# Congiopodus leucopaecilus
Congiopodus leucopaecilus is een straalvinnige vissensoort uit de familie van congiopoden (Congiopodidae). De wetenschappelijke naam van de soort is voor het eerst geldig gepubliceerd in 1846 door Richardson.